# ماثيو غرافيل
ماثيو غرافيل (بالإنجليزية: Matthew Gravelle)‏ هو ممثل بريطاني، ولد في 24 سبتمبر 1976 في بورثكاول ‏ في المملكة المتحدة.

## أعمال

### أفلام
- (2014) ابن الرب[4]

## وصلات خارجية
- ماثيو غرافيل على موقع IMDb (الإنجليزية)
- ماثيو غرافيل على موقع قاعدة بيانات الفيلم (الإنجليزية)